# Wereldkampioenschappen atletiek 2022 – 4 × 400 m gemengd
De 4x400 meter gemengd op de Wereldkampioenschappen atletiek 2022 vond plaats op 15 juli 2022 in het Hayward Field-stadion van Eugene (Oregon).

## Records
Voorafgaand aan het toernooi waren dit het wereldrecord en het kampioenschapsrecord:
| Wereldrecord         | Wilbert London, Allyson Felix, Courtney Okolo, Michael Cherry | 3.09,34 | Doha | 29 september 2019 |
| Kampioenschapsrecord | Wilbert London, Allyson Felix, Courtney Okolo, Michael Cherry | 3.09,34 | Doha | 29 september 2019 |

## Resultaten

### Series
De eerste drie van elke serie kwalificeerden zich direct voor de finale (Q). Van de overige deelnemers kwalificeerden de twee tijdsnelsten (q) zich voor de finale.
| Rang | Serie | Land | Atleten                                                                              | Tijd    | Bijz. |
| ---- | ----- | ---- | ------------------------------------------------------------------------------------ | ------- | ----- |
| 1    | 1     | USA  | Elija Godwin, Kennedy Simon, Vernon Norwood, Wadeline Jonathas                       | 3.11,75 | Q, WL |
| 2    | 1     | NED  | Liemarvin Bonevacia, Lieke Klaver, Tony van Diepen, Eveline Saalberg                 | 3.12,63 | Q, SB |
| 3    | 2     | DOM  | Lidio Andrés Feliz, Fiordaliza Cofil, Alexander Ogando, Marileidy Paulino            | 3.13,22 | Q, SB |
| 4    | 1     | POL  | Kajetan Duszyński, Iga Baumgart-Witan, Karol Zalewski, Justyna Święty-Ersetic        | 3.13,70 | Q, SB |
| 5    | 2     | IRL  | Christopher O'Donnell, Sophie Becker, Jack Raftery, Rhasidat Adeleke                 | 3.13,88 | Q, SB |
| 6    | 1     | ITA  | Lorenzo Benati, Ayomide Folorunso, Brayan Lopez, Alice Mangione                      | 3.13,89 | q, SB |
| 7    | 2     | JAM  | Demish Gaye, Roneisha McGregor, Karayme Bartley, Tiffany James                       | 3.13,95 | Q, SB |
| 8    | 1     | NGR  | Samson Nathaniel, Patience Okon George, Dubem Amene, Imaobong Uko                    | 3.14,59 | q, SB |
| 9    | 1     | GBR  | Joseph Brier, Zoey Clark, Alex Haydock-Wilson, Laviai Nielsen                        | 3.14,75 | SB    |
| 10   | 1     | BEL  | Alexander Doom, Camille Laus, Christian Iguacel, Helena Ponette                      | 3.16,01 | SB    |
| 11   | 2     | ESP  | Iñaki Cañal, Sara Gallego, Óscar Husillos, Eva Santidrián                            | 3.16,14 | SB    |
| 12   | 2     | GER  | Patrick Schneider, Corinna Schwab, Marvin Schlegel, Alica Schmidt                    | 3.16,80 | SB    |
| 13   | 1     | JPN  | Yuki Joseph Nakajima, Nanako Matsumoto, Ryuki Iwasaki, Mayu Kobayashi                | 3.17,31 | SB    |
| 14   | 2     | BRA  | Douglas Hernandes Mendes, Tiffani Marinho, Vitor Hugo de Miranda, Tábata de Carvalho | 3.18,19 | SB    |
| 15   | 2     | BAH  | Bradley Dormeus, Megan Moss, Alonzo Russell, Doneisha Anderson                       | 3.19,73 | SB    |
| -    | 2     | RSA  |                                                                                      |         | DNS   |

### Finale
| Rang   | Land | Atleten                                                                      | Tijd    | Bijz.  |
| ------ | ---- | ---------------------------------------------------------------------------- | ------- | ------ |
| Goud   | DOM  | Lidio Andrés Feliz, Marileidy Paulino, Alexander Ogando, Fiordaliza Cofil    | 3.09,82 | WL, NR |
| Zilver | NED  | Liemarvin Bonevacia, Lieke Klaver, Tony van Diepen, Femke Bol                | 3.09,90 | NR     |
| Brons  | USA  | Elija Godwin, Allyson Felix, Vernon Norwood, Kennedy Simon                   | 3.10,16 | SB     |
| 4      | POL  | Karol Zalewski, Justyna Święty-Ersetic, Kajetan Duszyński, Natalia Kaczmarek | 3.12,31 | SB     |
| 5      | JAM  | Demish Gaye, Tiffany James, Karayme Bartley, Stacey Ann Williams             | 3.12,71 | SB     |
| 6      | NGR  | Samson Nathaniel, Imaobong Uko, Dubem Amene, Patience Okon George            | 3.16,21 |        |
| 7      | ITA  | Lorenzo Benati, Ayomide Folorunso, Brayan Lopez, Alice Mangione              | 3.16,45 |        |
| 8      | IRL  | Christopher O'Donnell, Sophie Becker, Jack Raftery, Sharlene Mawdsley        | 3.16,86 |        |